# Francesco Zucchi

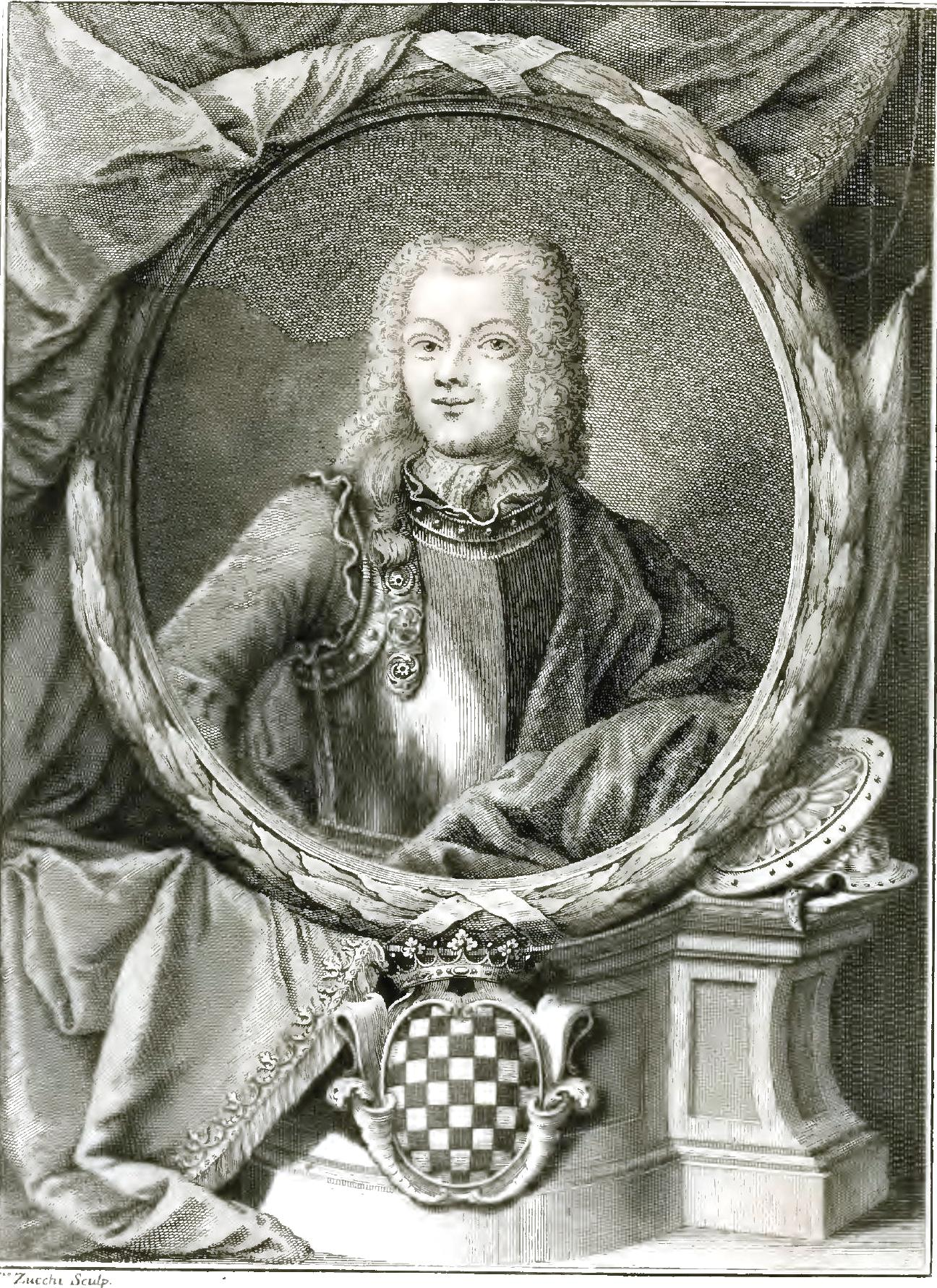
Selbstporträt von Francesco Zucchi, 1733

Francesco Zucchi (* 1692 oder 1698 in Venedig; † 13. Oktober 1764 ebenda) war ein italienischer Kupferstecher.

## Biografie
Francesco Zucchi war der Sohn (oder Bruder) von Andrea Zucchi und Bruder von Carlo und Lorenzo Zucchi. Er lernte zunächst bei seinem Vater (oder Bruder) Andrea und soll 1750 nach Dresden gegangen sein, um an einem Galeriewerk mitzuwirken. Seine Tätigkeit wurde durch den Siebenjährigen Krieg unterbrochen und er kehrte nach Venedig zurück. Zu seinen Werken zählen zahlreiche Porträts sowie das Titelblatt und 24 Ansichten von Venedig für das Werk Forestiere illuminato …. Seine Söhne Antonio und Giuseppe sowie seine Tochter Catharina betätigten sich ebenfalls als Künstler.